# Jastrebowo (obwód Stara Zagora)
Jastrebowo (bułg. Ястребово) – wieś w północnej Bułgarii, w obwodzie Stara Zagora, w gminie Opan.